# Triffyn Farfog
Triffyn Farfog, figlio di Aed Brosc (385 circa), sembrerebbe essere stato il primo sovrano del Dyfed (nel Galles) appartenente alla casata di Eochaid Allmuir, una potente famiglia della tribù celtica dei déisi, giunta dall'Irlanda tre generazioni prima di insediarsi nel Galles occidentale.

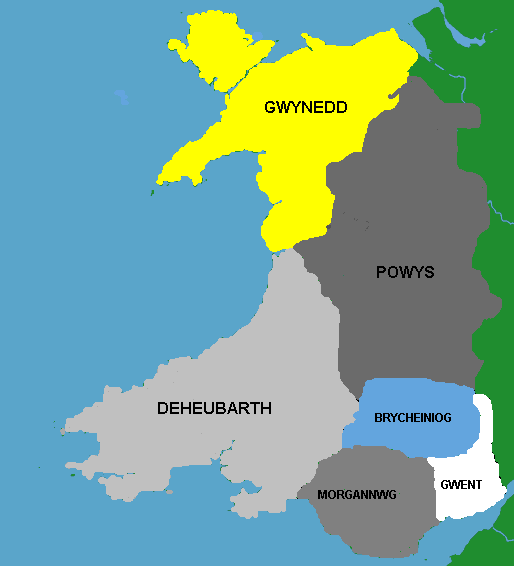
Regni medioevali del Galles

A metà del V secolo, Triffyn sposò Gwledyr, sorella ed erede di re Clotri del Dyfed. I due coniugi ereditarono il trono alla morte di Clotri. Il suo nome in latino si traduce Tribuno: ciò potrebbe indicare che la sua famiglia si fosse elevata di rango al tempo dei romani, contribuendo a difendere l'area dalle invasioni degli iberni.